# 隋末唐初
隋末唐初（ずいまつとうしょ）は、隋の煬帝が殺された618年から唐による支配が安定する630年頃までの混乱期のことである。

## 経緯
隋の煬帝による大運河建設、4回の高句麗遠征などは民衆を著しく疲弊させた。更に615年に雁門で突厥に包囲された際には恩賞を以て援軍を募ったものの、脱出後に恩賞を与えなかったため、諸将の怒りを買った。
そのため、618年に江都にて煬帝は驍果（近衛兵）を率いる司馬徳戡らにより殺害された。秦王楊浩（煬帝の弟の秦王楊俊の子）を擁立して皇帝とし、宇文化及は大丞相となった。
その後、宇文化及は楊浩を毒殺し許を建国したものの、区域支配を確立することなく僅か1年にして夏を建国した竇建徳により滅び、混乱期となった。

## 歴史
唐の高祖・太宗となる李淵・李世民親子は、617年に大興城を占拠し、煬帝の孫である楊侑を擁立した。翌618年に煬帝が殺害されると、李淵は楊侑に禅譲させることで唐を建国した。段達・王世充らも洛陽にて楊侑の兄の楊侗を擁立した後、619年に禅譲させて鄭を建国した。
その後、許・鄭・夏以外にも定楊・梁・秦・涼などが乱立した。いずれも不安定であり、すぐに瓦解するか李淵・李世民の勢力が滅ぼすなどして、混乱期は収束を迎えた。

## 独立勢力
| 国名 | 在位年                           | 国都 | 君主        |
| ---- | -------------------------------- | ---- | ----------- |
| 唐   | 618〜626、8年間 626〜649、23年間 | 長安 | 李淵 李世民 |

| 国名 | 存在年           | 国都      | 初代君主 | 最後の君主 | 滅亡原因                                       |
| ---- | ---------------- | --------- | -------- | ---------- | ---------------------------------------------- |
| 許   | 618〜619、1年間  | 魏        | 宇文化及 | 宇文化及   | 竇建徳に敗れて処刑                             |
| 鄭   | 619〜621、2年間  | 洛陽      | 王世充   | 王世充     | 李淵に敗北、蜀に流罪となる道中で独孤修徳が殺害 |
| 夏   | 618〜621、3年間  | 楽寿→洺州 | 竇建徳   | 竇建徳     | 李世民に敗れ長安で処刑                         |
| 定楊 | 617〜622、5年間  | 馬邑      | 劉武周   | 劉武周     | 李世民に敗れ突厥が殺害                         |
| 梁   | 617〜628、11年間 | 朔方      | 梁師都   | 梁師都     | 突厥に臣従後、ともに敗北、従弟の梁洛仁が殺害   |
| 秦   | 617〜618、1年間  | 金城      | 薛挙     | 薛仁杲     | 李世民に敗れ長安で処刑                         |
| 涼   | 618〜619、1年間  | 姑臧      | 李軌     | 李軌       | 安興貴・安修仁による政変                       |
| 梁   | 618〜621、3年間  | 江陵      | 蕭銑     | 蕭銑       | 李淵に降伏、怒りを買い処刑                     |
| 呉   | 619〜621、2年間  | 江都      | 李子通   | 李子通     | 杜伏威による攻撃                               |
| 楚   | 617〜622、5年間  | 虔州      | 林士弘   | 林士弘     | 病で亡くなった                                 |
| 宋   | 623〜624、1年間  | 丹陽      | 輔公祏   | 輔公祏     | 李孝恭に敗れて処刑                             |
| 楚   | 615〜619、4年間  | 冠軍      | 朱粲     | 朱粲       | 李淵に降伏                                     |

| 称号   | 存在年          | 根拠地 | 君主   | 滅亡原因                                                               |
| ------ | --------------- | ------ | ------ | ---------------------------------------------------------------------- |
| 魏公   | 617〜618、1年間 | 金墉城 | 李密   | 王世充に敗れ、李淵に降った                                             |
| 永楽王 | 617〜618、1年間 | 楡林   | 郭子和 | 唐に領地献上                                                           |
| 呉王   | 617〜619、2年間 | 歴陽   | 杜伏威 | 唐に領地献上                                                           |
| 燕王   | 618〜624、6年間 | 漁陽   | 高開道 | 張金樹による政変、自殺した                                             |
| 梁王   | 618〜621、3年間 | 毗陵   | 沈法興 | 李子通に敗れ、聞人遂安に降って心変わりし、敗北後河に飛び込んで自殺した |
| 魯王   | 621〜623、2年間 | 任城   | 徐円朗 | 城を放棄して逃亡し、在野の人に殺された                                 |
| 漢東王 | 622〜623、1年間 | 洺州   | 劉黒闥 | 諸葛徳威に捕らえられ、李建成に処刑                                     |